# کوه‌کرد
کوه‌کُرد (به لاتین: Kükürd) یک منطقه مسکونی در جمهوری آذربایجان است که در شهرستان گدابیگ واقع شده است.